# Christian Sörensen

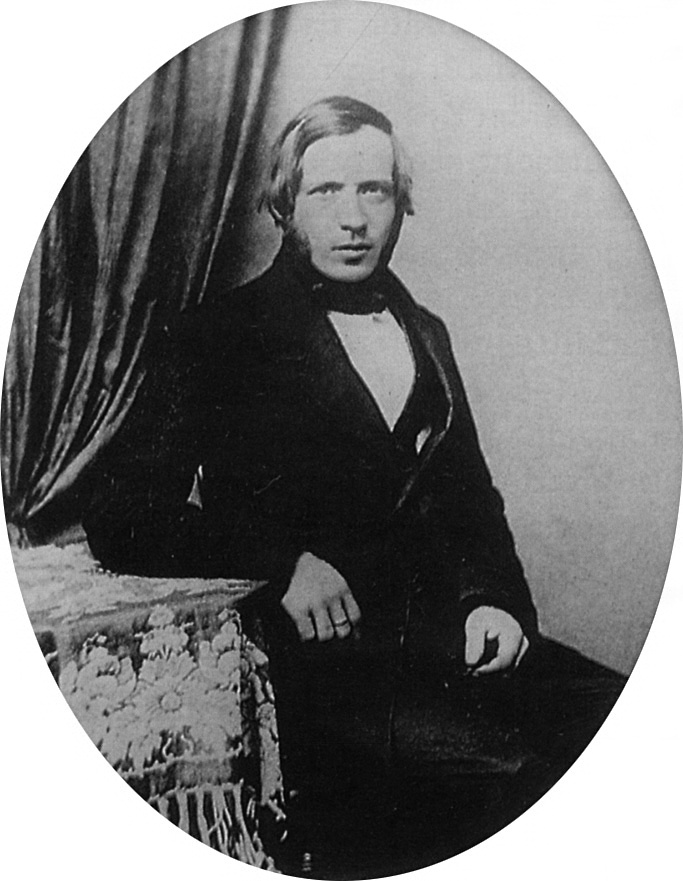
Christian Sørensen, Erfinder der „Tacheotyp“

Christian Sørensen, auch Christian Sörensen (* 7. Mai 1818 in Kopenhagen; † 30. Januar 1861 ebenda) war Schriftsetzer und Erfinder der Setz- und Ablegemaschine Tacheotyp.

## Leben
Im Jahr 1818 wird der Däne Christian Sørensen in ärmliche Verhältnisse geboren. Als er 13 Jahre alt ist, beginnt er eine Lehre als Goldschmied. Nachdem sein Lehrmeister das Kostgeld nicht zahlen will, wechselt er mit 15 Jahren zu einer Ausbildung als Buchdrucker. 1836 beginnt er mit der Konstruktion einer Setzmaschine. Er erhält Unterstützung vom Verein zur Förderung der Industrie und durch den Schriftgießers Friedrich Fries, der die benötigten Lettern für ihn gießt. Die Entwicklung seiner Maschine ruht 1848 aufgrund politischer Wirren und Sørensen arbeitet zwischenzeitlich als Handsetzer. Er erhält am 29. April 1849 ein Privileg für seine Setz- und Ablegemaschine Tacheotyp. Sørensen wird bei seinen Unternehmungen auch durch den dänischen König Christian VIII. unterstützt.
Den Bau der ersten Tacheotyp ermöglicht Baron Dircking-Holmfeld. Die Maschine wird 1851 auf der Weltausstellung in London gezeigt, ohne Erfolg geht sie danach in den Besitz des Sponsors über. Sørensens neuer Geldgeber heißt F. J. Gjövad, Druckereibesitzer und der Herausgeber des Faendreandet. Eines der beiden bestellten Exemplare der Maschine wird 1855 auf der Weltausstellung in Paris gezeigt, bevor es Gjövad erhält. Der Tacheotyp kann 50.000 Buchstaben am Tag setzen und auch wieder ablegen. Diesmal wird die Erfindung vom Publikum gewürdigt und Napoléon III. verleiht ihm die Goldmedaille und Ehrenfahne.
Der praktische Einsatz seiner Maschine gestaltet sich jedoch schwierig. So drohen ihm nach der Unterbringung in einer Pariser Druckerei die Setzer mit Arbeitskampf und die Polizei beschlagnahmt sein Schriftmaterial, da er kein konzessionierter Typograph ist. 
Zunächst bekommt Sørensen Hilfe durch den Setzer Charles Groubenthal und den Buchhändler Coulon-Pineau, die mit ihm eine Gesellschaft gründen wollen. Dann jedoch hintergehen sie ihn und tragen sich selbst als Erfinder in das englische Patentregister ein. Sørensens Gläubiger setzen sich für ihn ein und ermöglichen den Bau einer weiteren Maschine im Jahr 1857. 
Seine Erfindung bleibt jedoch weiterhin ohne Erfolg, die Vermarktung in anderen Ländern schlägt fehl. Er kehrt in sein Heimatland zurück, doch auch hier kann er die Maschine nicht durchsetzen. Die Regierung seines Heimatlandes tilgt schließlich seine Geldschulden. Um leben zu können, versetzt er seine von Napoleon verliehene Goldmedaille im Pfandhaus.
Sørensen erkrankt im Dezember 1860, am 30. Januar des nächsten Jahres stirbt er in Armut und Not.
Er bekommt ein feierliches Begräbnis und ihm zu Ehren wird ein Denkmal aufgestellt.
Im Jahr 1880 nimmt der amerikanische Ingenieur Josef Thorne den Tacheotyp zum Vorbild und baut eine Typensetzmaschine, die sehr ähnlich arbeitet. Er verkauft 2000 Stück, wovon um 50 Exemplare in Europa stehen. Dadurch ist sie die am weitesten verbreitete Typensetzmaschine.

## Leistungen
Sørensen hat mit dem Tacheotyp die erste Maschine zur Herstellung von Maschinensatz geschaffen, die Setz- und Ablegemaschine in einem Gerät verbindet. Der Einsatz von verschieden gezahnten Typen zum automatischen Transport und zur Sortierung in der Maschine stellte eine gute Lösung für die Schwierigkeiten bei der Handhabung der Typen dar. In abgewandelter Form wurde diese Art der Signierung später auch bei den Zeilensetz- und Gießmaschinen wie der Linotype angewandt.

## Funktionsweise des Tacheotyps
Der Tacheotyp bestand aus einer Art Tisch in Pianoform, an welchem eine Tastatur mit 120 Tasten angebracht war. In der Mitte des Tisches befanden sich zwei umgekehrte Trichter, ein Setz- und ein Ablegetrichter. Am Rand der Trichter befanden sich 120 Messingstangen. Diese wiesen eine schwalbenschwanzartige Zahnung auf, an welcher die passend gezahnten Typen entlanggeführt wurden. Angetrieben wurde die Maschine durch ein Pedal. Die gesammelte Zeile wurde per Hand ausgeschlossen. Beim Ablegen durch die Maschine wird die Zeile über einen Metallstreifen mit verschiedenen Aussparungen geschoben, so dass jede Type durch ihre Signatur wieder in ihren richtigen Schacht fällt.